# Якісугі

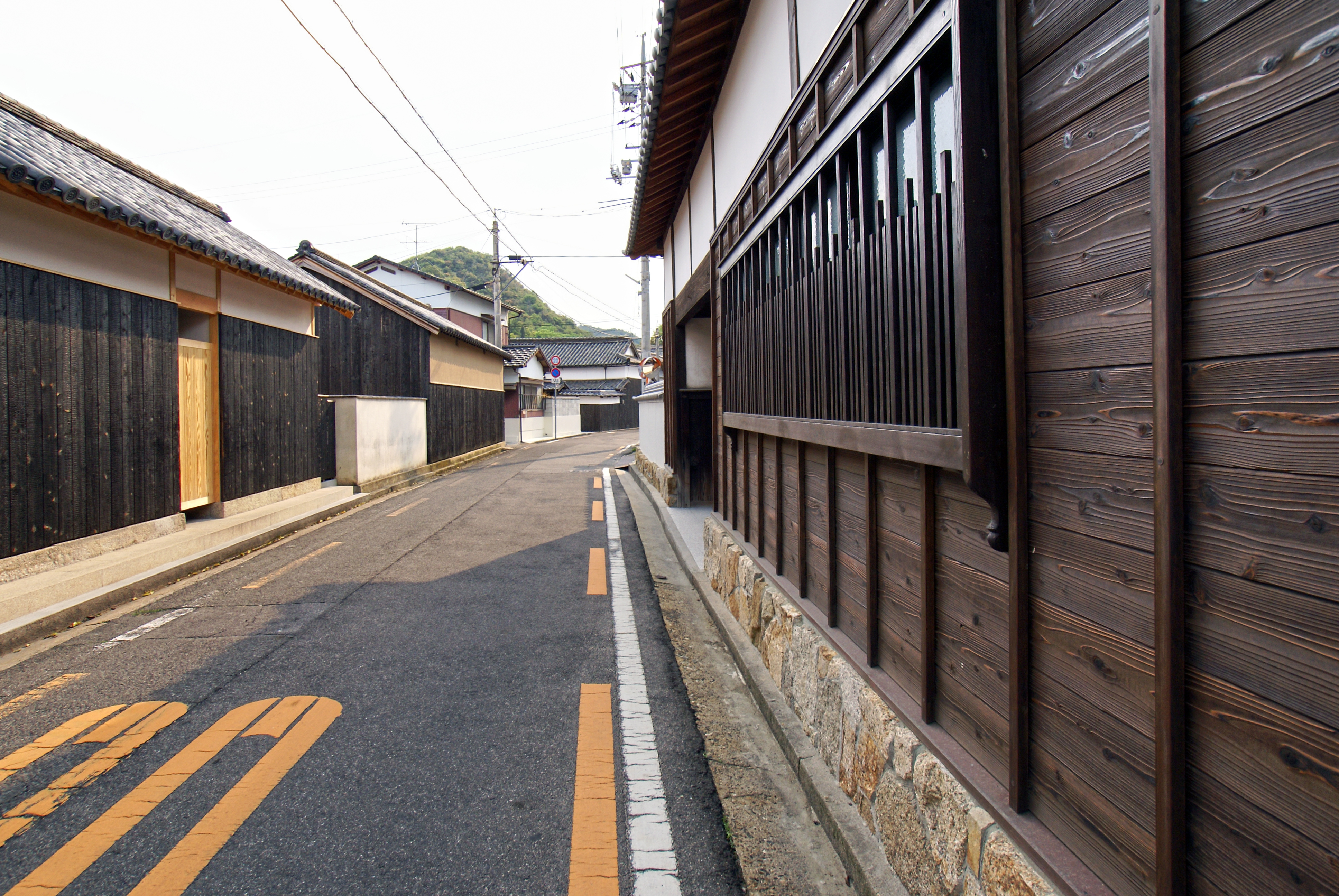
Вулиця з традиційними будинками у Наосіма, Кагава, оздобленими дерев'яними панелями якісугі

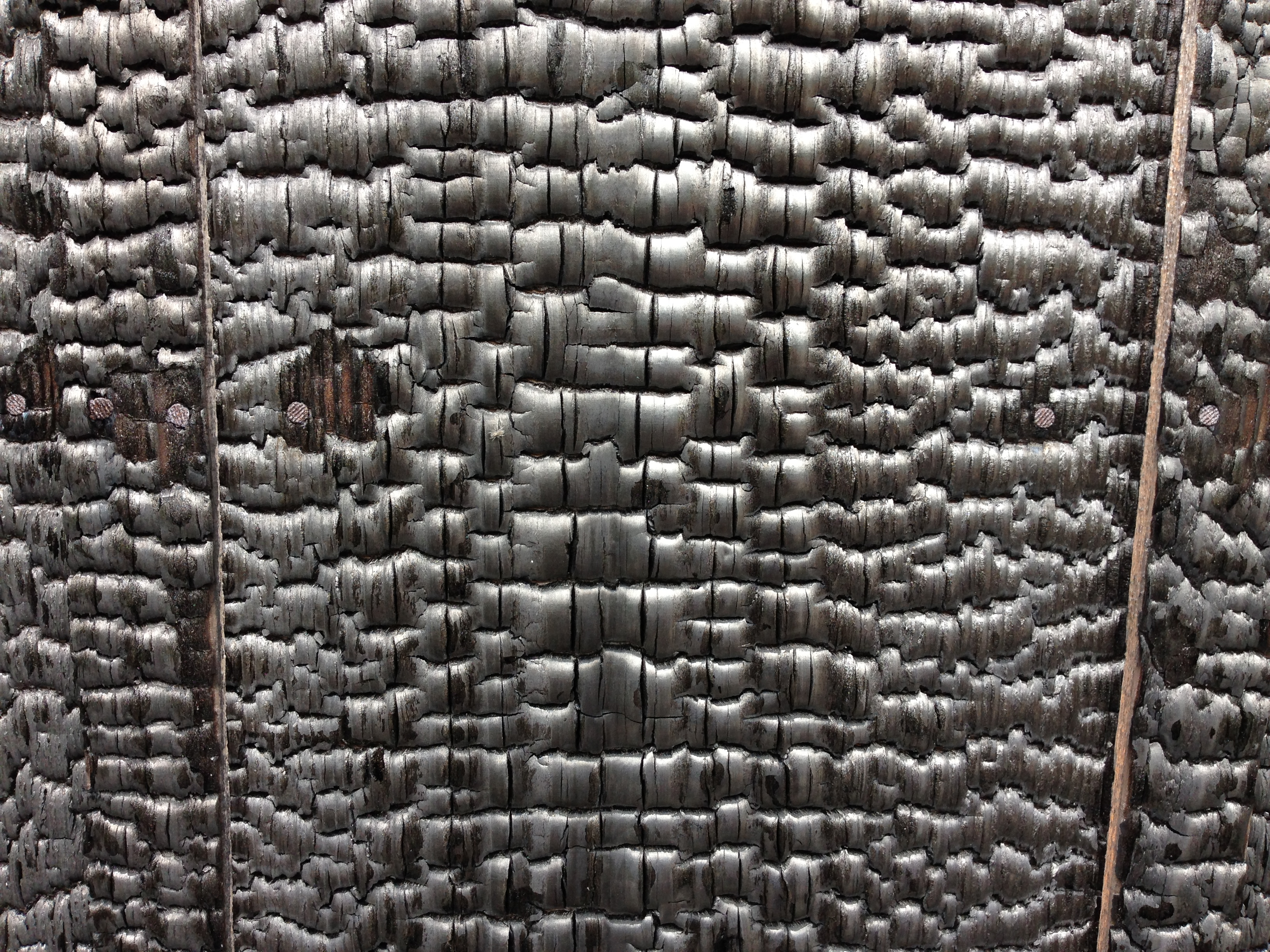
Вигляд зблизька обпаленої дошки якісугі

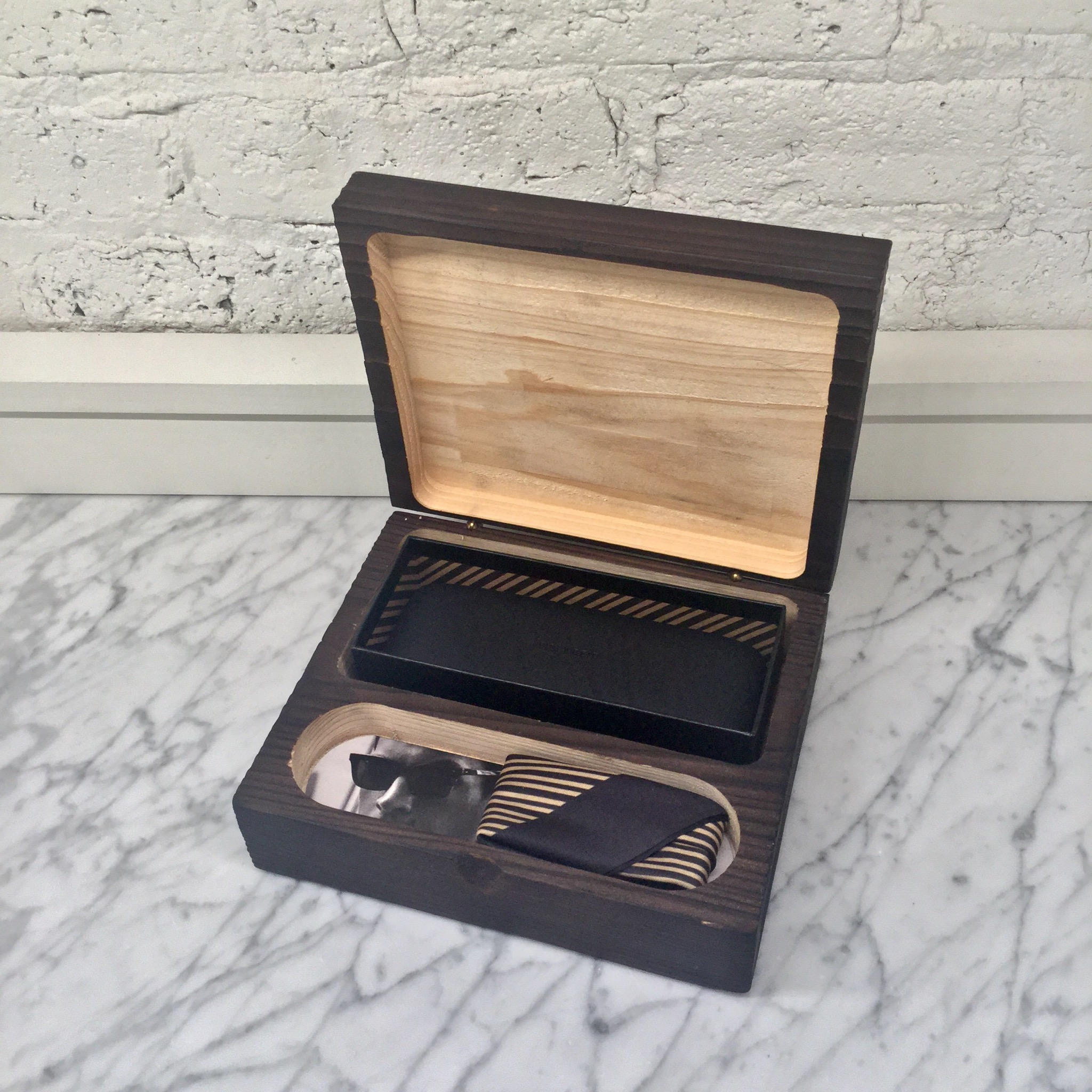
Якісугі деревина використана для виготовлення коробки від сонцезахисних окулярів

Якісугі ( яп. 焼杉 ) — традиційний японський метод консервації деревини.  Дослівно перекладається як "палений кипарис".
У країнах Західного світу більш відомий як burnt timber cladding (облицювання з випаленої деревини). Ще зустрічається як shou sugi ban, термін який використовує ті самі символи кандзі, але в альтернативній вимові Кунйомі.
В процесі обробки поверхня деревини злегка обвуглюється (не допускаючи повного прогорання матеріалу), завдяки чому покращуються її водонепроникні якості, а отже матеріал стає більш довговічним.  
Також ця обробка захищає від комах, і можливо робить деревину більш вогнестійкою (щодо цього пункту існують сеперчеливі докази). 

## Приклади
Архітектор Терунобу Фухіморі працює з якісугі . 